# Cambra anecoica

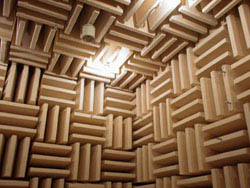
Fotografia d'una cambra anecoica.

Una cambra anecoica és un espai tancat dissenyat per absorbir ones, com ara ones sonores o electromagnètiques. Addicionalment, està aïllat de l'exterior per evitar interferències alienes. Aquesta combinació d'absorció i aïllament simula un espai de dimensions infinites. Originalment les cambres anecoiques van ser creades per a minimitzar les reflexions acústiques, sobretot en estudis d'enregistrament. La seva equivalent en radiofreqüències ha estat utilitzada en els últims anys per provar antenes, radars o interferències electromagnètiques.

## Disseny de la cambra anecoica
La funció de la sala anecoica és reduir la reflexió del so. El sistema utilitzat s'anomena "Box in Box", les dues caixes tenen envans d'acer, la caixa interior està recolzada i les parets estan recobertes amb falques en forma de piràmide amb la base recolzada a la paret, construïdes amb materials que absorbeixen el so i augmenten la dispersió de l'escàs so que no s'absorbeix. Entre aquests materials hi ha la fibra de vidre o l'escuma.

## Cambres anecoiques de radiofreqüència
A més de les cambres acústiques, les cambres anecoiques de radiofreqüència són recintes amb un blindatge metàl·lic en les seves parets, com una gàbia de Faraday i folrades amb material absorbent de les radiofreqüències en el seu interior (són materials diferents dels acústic), per tal d'aïllar de les interferències externes i simular condicions d'espai lliure a l'interior, les cambres de RF tenen múltiples aplicacions en el camp de les telecomunicacions, utilitzant-se per dur a terme el mesurament de paràmetres involucrats en comunicacions mòbils, fixes, satèl·lits o aeronàutiques; els mesuraments més comuns són la taxa d'absorció específica (SAR) dels terminals mòbils, o el disseny i caracterització d'elements radiants com ara antenes i dipols.

## Experiments realitzats
Aquestes cambres son utilitzades habitualment per empreses d'automòbils amb el fi mesurar el soroll que produeixen els seus articles. Tot i així, alguns científics arreu del món s'han dedicat a experimentar amb el silenci absolut. El més conegut és el dels laboratoris de Ordfield, a Minnesota. La cambra d'aquests laboratoris absorbeix el 99'99% dels sons.
A través d'aquests experiments s'ha aconseguit demostrar que el silenci absolut porta a les persones a la bogeria. L'explicació que s'ha trobat es que quan s'elimina el so, el cos humà fa l'esforç de trobar una font de so o soroll, llavors el cos mateix es converteix en el generador de tots els sons de la cambra. Tots els que han participat en aquest experiment i han tingut l'experiència dins una Cambra Anecoica comencen a sentir el so de la seva pròpia respiració, els batecs del seu cor i altres sorolls del cos com els de la digestió, això produeix que la ment perdi el control i pot fins i tot provocar pèrdues d'equilibri.
La persona que ha aconseguit estar més estona dins una d'aquestes cambres hi ha estat durant 45 minuts fins que ha començat a mostrar símptomes de pèrdua del control mental.